# Championnat de Ligue Professionelle 1 2008-2009
Il Championnat de Ligue Professionelle 1 2008-2009 è stato l'83ª edizione della massima serie del campionato tunisino di calcio, disputato tra il 9 agosto 2008 e il 13 maggio 2009, concluso con la vittoria dell'Espérance, al suo ventiduesimo titolo.
Capocannoniere del torneo è stato Michael Eneramo (Espérance) con 18 reti.

## Squadre partecipanti
| Club            | Stagione | Città         | Stadio                       | Stagione precedente                                |
| --------------- | -------- | ------------- | ---------------------------- | -------------------------------------------------- |
| Bizertin        | dettagli | Biserta       | Stadio 15 October            | 8º posto in Championnat de Ligue Professionelle 1  |
| Club Africain   | dettagli | Tunisi        | Stadio Olimpico di El Menzah | 1º posto in Championnat de Ligue Professionelle 1  |
| Espérance       | dettagli | Radès         | Stadio Hammadi Agrebi        | 3º posto in Championnat de Ligue Professionelle 1  |
| Étoile du Sahel | dettagli | Susa          | Stadio Olimpico di Susa      | 2º posto in Championnat de Ligue Professionelle 1  |
| Gafsa           | dettagli | Gafsa         | Stadio Mohamed Rouached      | 6º posto in Championnat de Ligue Professionelle 1  |
| Hammam Lif      | dettagli | Hammam Lif    | Stadio Bou Kornine           | 9º posto in Championnat de Ligue Professionelle 1  |
| Hammam Sousse   | dettagli | Hammam Sousse | Stadio Bou Ali Lahouar       | 1º posto in Championnat de Ligue Professionelle 2  |
| Jendouba Sport  | dettagli | Jendouba      | Stadio Comunale di Jendouba  | 12º posto in Championnat de Ligue Professionelle 1 |
| Kasserine       | dettagli | La Marsa      | Stadio Comunale di Kasserine | 2º posto in Championnat de Ligue Professionelle 2  |
| Monastir        | dettagli | Monastir      | Stadio Mustapha Ben Jannet   | 4º posto in Championnat de Ligue Professionelle 1  |
| Marsa           | dettagli | La Marsa      | Stadio Abdelaziz Chtioui     | 7º posto in Championnat de Ligue Professionelle 2  |
| Olympique Béja  | dettagli | Béja          | Stadio Boujemaa El-Kemiti    | 11º posto in Championnat de Ligue Professionelle 1 |
| Sfaxien         | dettagli | Sfax          | Stadio Taieb Mhiri           | 10º posto in Championnat de Ligue Professionelle 1 |
| Stade Tunisien  | dettagli | Tunisi        | Stadio Chedly Zouiten        | 5º posto in Championnat de Ligue Professionelle 1  |

## Classifica finale
|                    | Pos. | Squadra         | Pt | G  | V  | N  | P  | GF | GS | DR  |
| ------------------ | ---- | --------------- | -- | -- | -- | -- | -- | -- | -- | --- |
| Tunisia (bandiera) | 1.   | Espérance       | 60 | 26 | 18 | 6  | 2  | 50 | 21 | +29 |
|                    | 2.   | Club Africain   | 57 | 26 | 16 | 9  | 1  | 39 | 14 | +25 |
|                    | 3.   | Étoile du Sahel | 53 | 26 | 15 | 8  | 3  | 48 | 17 | +31 |
|                    | 4.   | Sfaxien         | 43 | 26 | 11 | 10 | 5  | 33 | 24 | +9  |
|                    | 5.   | Monastir        | 35 | 26 | 9  | 8  | 9  | 23 | 24 | -1  |
|                    | 6.   | Stade Tunisien  | 34 | 26 | 9  | 7  | 10 | 30 | 31 | -1  |
|                    | 7.   | Hammam Lif      | 30 | 26 | 8  | 6  | 12 | 29 | 43 | -14 |
|                    | 8.   | Hammam Sousse   | 26 | 26 | 4  | 14 | 8  | 20 | 26 | -6  |
|                    | 9.   | Bizertin        | 26 | 26 | 5  | 11 | 10 | 15 | 25 | -10 |
|                    | 10.  | Olympique Béja  | 25 | 26 | 6  | 7  | 13 | 13 | 24 | -11 |
|                    | 11.  | Gafsa           | 25 | 26 | 4  | 13 | 9  | 18 | 33 | -15 |
|                    | 12.  | Kasserine       | 24 | 26 | 5  | 9  | 12 | 16 | 26 | -10 |
|                    | 13.  | Marsa           | 22 | 26 | 4  | 10 | 12 | 14 | 24 | -10 |
|                    | 14.  | Jendouba Sport  | 21 | 26 | 3  | 12 | 11 | 11 | 26 | -15 |

Legenda:
      Campione di Tunisia e ammessa alla CAF Champions League 2010.
      Ammessa alla CAF Champions League 2010.
      Ammesse alla Coppa della Confederazione CAF 2010
      Retrocesse in Championnat de Ligue Professionelle 2 2009-2010.